# Hot Club de France
Pour les articles homonymes, voir Hot Club de France (homonymie) et HCF.

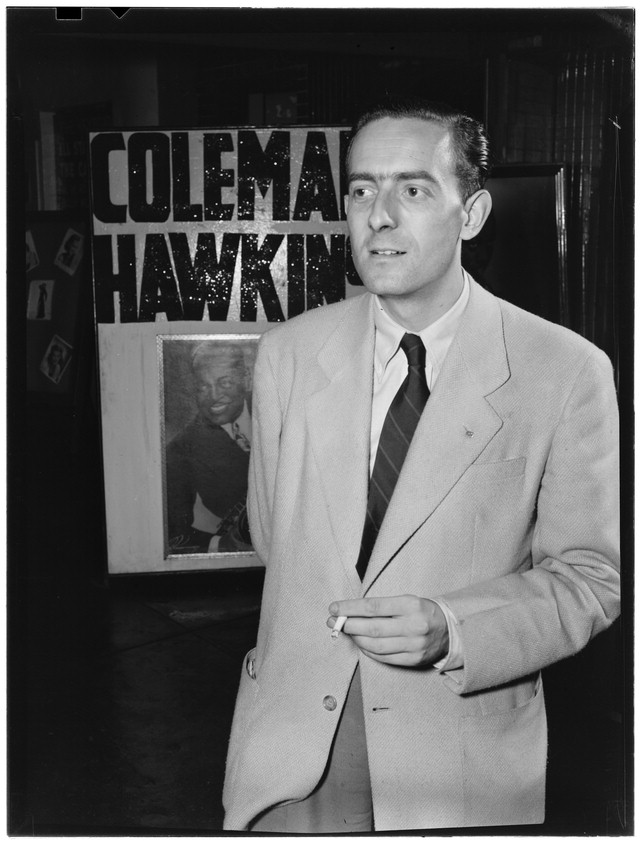
Charles Delaunay 1946. Photo : William P. Gottlieb.

Le Hot Club de France est une association fondée en 1932 à l'initiative de deux étudiants parisiens :  Elwyn Dirats et Jacques Auxenfants. Elle a été la première organisation destinée à la promotion de la musique de jazz. Hugues Panassié, Pierre Nourry, Jacques Bureau et Pierre Gazères en furent les animateurs au début de l'année 1933, réunissant dès le mois de février un orchestre composé de Freddie Johnson, Garland Wilson, Spencer William.

## Historique
Dans un ouvrage rédigé par lui-même et par Christian Senn, Hugues Panassié se définit comme le fondateur du Hot Club, ce qui est presque exact puisque c'est lui qui en fut le premier président dès la création et jusqu'à sa mort en 1974.
D'abord située au 5 rue de l'Isly, l'association déménage au 15 rue du Conservatoire, avant de s'installer 14 rue Chaptal. Charles Delaunay y adhère dès décembre 1933, il en devient le secrétaire général.  
Charles Delaunay est directeur de la revue Jazz Hot créée en 1935 ; c'est l'organe officiel du Hot Club. Il est aussi le promoteur du quintette à corde du Hot Club de France avec le guitariste Django Reinhardt et le violoniste Stéphane Grappelli.
Des sections locales se développent à Bordeaux, à Marseille (présidée par Maître Guisol) ou à Toulouse (présidée par le Docteur Paul Ollé) en 1937. Cette dernière bénéficie de la proximité du domicile montalbanais d'Hugues Panassié.
Après la libération, Delaunay et Panassié se séparent, le Hot Club restant présidé par Panassié. Jazz Hot, qui a disparu pendant la guerre, restera ensuite sous la direction de Delaunay. Panassié tente alors de lancer La Revue du jazz, sans succès, puis le Bulletin du Hot Club de France qui se présente encore sous le même format en 2021, consacré exclusivement au jazz traditionnel, à l'exclusion de tout autre musique hors les normes définies par le HCF.
Son président actuel est François Desbrosses, qui est également un des vice-présidents de la Maison du Duke. Le Hot Club organise des concerts, possède un site Internet et produit des enregistrements de jazz. La radio du Hot-Club de Limoges (Swing-fm) diffuse en 24/7 des enregistrements de jazz authentique ; par jazz authentique, le Hot Club entend le jazz tel qu'il fut créé par les afro-américains dans la première moitié du XXe siècle et qui continue à être pratiqué par des musiciens nés au XXIe siècle.
Depuis 1936, Le Hot Club de France récompense les meilleurs disques et livres de jazz parus au cours le l'année. Parmi les lauréats, de très nombreux artistes aujourd'hui devenus des légendes du jazz ont été primés par le Hot Club de France, tel que Louis Armstrong, Duke Ellington, Count Basie, Django Reinhardt, Lionel Hampton, Kid Ory... Parmi les musiciens de jazz français, les artistes Stéphane Grappelli, Hubert Rostaing, Alix Combelle, Claude Bolling, Louis Mazetier, Guillaume Nouaux, Michel Pastre, François Rilhac, Claude Tissendier ou Nirek Mokar ont reçu le Grand Prix du Disque du Hot Club de France.

## Publications
- Le Bulletin du Hot Club de France. ; Hot Club de France ; Mensuel ; Paris : Le H.C.F. (OCLC 29803025)
- Le jazz. ; Hot Club de France ; Souillac (Lot) : Le point, 1952. (OCLC 29981822)
- America et le Hot-club de France vous offrent Jazz 47, ; Pierre Seghers;  Robert Goffin;  Charles Delaunay;  Hot Club de France. ; Paris, 1947. (OCLC 27300054)
- Django Reinhardt - Souvenirs, par Charles Delaunay Paris 1954, Hot Jazz éditions, 246 p. traduit en anglais par Michael James en 1963 et publié à Londres aux éditions Cassell.
- Hot Discography,  éditions Jazz Hot et Criterion, 1936, 1938, 1943, 1948, 1951[9]
- Jazz 47, avec Robert Goffin
- Jazz Iconographie, coffret de 15 lithographies sur canson noir, publié en 1939 par Charles Delaunay, Hot Jazz éditions[10].
- Jazz Hot n° 660 et 661 : article de Michel Laplace : " Nous sommes tous les enfants d'Hugues Panassié".